# کلارنس ویلسون (بازیگر)
کلارنس ویلسون (انگلیسی: Clarence Wilson؛ ‏ ۱۷ نوامبر ۱۸۷۶ – ۵ اکتبر ۱۹۴۱) بازیگر اهل کشور ایالات متحده آمریکا بود.

## قسمتی از فیلمشناسی
- مزرعه ملودی (۱۹۴۰)
- طبل‌ها با چرخش پا (۱۹۳۹)
- بعضیها داغشو دوست دارن (۱۹۳۹)
- آقای لینکلن جوان (۱۹۳۹)
- پسر فرانکشتاین (۱۹۳۹)
- در شیکاگو قدیم (۱۹۳۸)
- نمی‌توانی این را با خودت ببری (۱۹۳۸)
- ستاره‌ای متولد شده‌است (۱۹۳۷)
- در مسیر اشتباه (۱۹۳۶)
- صحبت تمامی شهر (۱۹۳۵)
- راگلزهای رد گپ (۱۹۳۵)
- تقلید زندگی (۱۹۳۴)
- کنت مونت کریستو (۱۹۳۴)
- جشن هالیوود (۱۹۳۴)
- فریادی در شب (۱۹۳۳)
- ۲۰۰۰۰ سال در سینگ سینگ (۱۹۳۲)
- امشب عاشقم باش (۱۹۳۲)
- سرمقاله (۱۹۳۱)
- طلوع: آواز دو انسان (۱۹۲۷)